# Naturwald Auwälder der unteren Iller
Der Naturwald Auwälder der unteren Iller ist ein Naturwald im Naturraum der Unteren Felder des Unteren Illertals, der sich über eine Fläche von etwa 516 Hektar erstreckt. Das Schutzgebiet liegt im  schwäbischen Landkreis Neu-Ulm, grob zwischen den Städten Neu-Ulm im Norden und Illertissen im Süden, und seine Ausweisung erfolgte im Jahr 2022. Der Naturwald zählt zu den größten Waldschutzgebieten für Auwälder in Bayern.

## Geographische Lage
Das Schutzgebiet umfasst drei unterschiedlich große Teilflächen und erstreckt sich entlang der bayerisch-baden-württembergischen Grenze. Die nördliche Teilfläche liegt zwischen Neu-Ulm und Senden, die mittlere zwischen Senden und Vöhringen und die südliche zwischen Vöhringen und Illertissen. Das Gebiet liegt im FFH-Gebiet Untere Illerauen und wird von den Städten Neu-Ulm, Illertissen, Vöhringen sowie den Ortschaften Bellenberg, Senden, Illerzell, Gerlenhofen, Harzerhof und Ludwigsfeld umgeben. Namensgebend für den Naturwald ist die Iller, die entlang des Gebiets verläuft.

## Schutzstatus und Geschichte
Hinsichtlich des Schutzstatus und der Historie unterliegen Naturwaldreservate und Naturwälder, abgesehen von notwendigen Maßnahmen des Waldschutzes und der Verkehrssicherung, keiner Bewirtschaftung oder Holzentnahme. Eine Initiative des Volksbegehren „Artenvielfalt & Naturschönheit in Bayern“ im Jahr 2019 führte dazu, dass die Bayerische Staatsregierung beschloss, 10 % des Staatswaldes aus der Nutzung zu nehmen, wodurch auch dieses Gebiet als Teil dieser Maßnahme als Schutzgebiet eingestuft wurde. Zusätzlich spielte das Projekt "agile Iller" eine Rolle bei der Entscheidung zur Ausweisung, da es zur Revitalisierung der Iller beitragen soll.

## Charakteristik
Der Naturwald beherbergt eine Vielzahl von Baumarten, darunter Eschen, Stieleichen, Schwarz- und Grauerlen sowie seltene Arten wie Schwarzpappel, Silber- und Lavendelweide sowie Flatterulme, deren Vorkommen von der Wasserzufuhr abhängt. Der Naturwald der unteren Iller beherbergt verschiedene Lebensräume, wie Hartholz-Auwälder mit Eschen, Eichen, Ulmen und Pappeln, sowie Weichholz-Auwälder mit Weiden und Erlen. Erlen-Eschen-Sumpfwälder und typische Gewässerstrukturen wie Altarme und kleine Gewässer prägen ebenfalls das Gebiet. Zudem sind kleinere Offenland-Biotope wie Brennen oder Quellen vorhanden. Diese strukturreichen Wälder bieten vielfältige Lebensräume für heimische Arten mit Waldbezug, wie Biber, verschiedene Amphibien inklusive des Kammmolchs sowie verschiedene Vogelarten wie Grau-, Schwarz- und Grünspechte, Wasseramseln, Eisvögel, Sumpf- und Weidenmeisen sowie Gänsesäger.

## Naturschutzgebiet
Das Naturschutzgebiet Wochenau und Illerzeller Auwald erstreckt sich über eine Fläche von 186 Hektar und wurde im Jahr 1994 zum Schutz eines der letzten natürlichen Auwaldbereiche an der Iller ausgewiesen. Die Einrichtung dieses Schutzgebiets zielte unter anderem darauf ab, den Lebensraum für Tiere und Pflanzen zu bewahren, den artenreichen und typischen Auwald zu schützen sowie den Wasserhaushalt zu verbessern.